# Інститут гуманітарних та соціальних наук Національного університету «Львівська політехніка»
Інститут гуманітарних та соціальних наук Національного університету «Львівська політехніка» (ІГСН) — навчально-науковий структурний підрозділ Національного університету «Львівська політехніка».

## Загальна інформація
Інститут забезпечує викладання та вивчення дисциплін соціально-гуманітарного профілю, дає змогу студентам оволодіти ґрунтовними знаннями з:
- історії України та її державності,
- української та зарубіжної культури,
- української мови (за професійним спрямуванням),
- філософії, політології, міжнародних відносин,
- соціології та соціальної роботи,
- релігієзнавства,
- найпоширеніших мов світу тощо.

Основне завдання колективу інституту ― формувати гуманітарний світогляд, широку ерудицію майбутніх фахівців, випускників вищого технічного навчального закладу.

## Історія
Наказом ректора № 37-10 від 06.06.1992 р. було створено Інститут гуманітарної освіти, перейменований згодом в Інститут гуманітарних та соціальних наук. Це був один із перших навчально-наукових інститутів Львівської політехніки. 

Першим директором інституту було призначено Заслуженого діяча науки і техніки України, академіка Академії вищої школи України, доктора історичних наук, професора Дещинського Леонтія Євгеновича.
В основу створення Інституту гуманітарних і соціальних наук покладено концепцію, за якою інститут є не лише навчальною одиницею, але й науковим центром генерування інноваційних ідей, підходів і технологій у сферах професійної, науково-практичної діяльності фахівців, підготовку яких здійснює ІГСН, а також загальної підготовки із соціально-гуманітарних дисциплін усіх студентів Львівської політехніки.
Зараз[коли?] інститут очолює доктор політичних наук, доцент Турчин Ярина Богданівна. Під її керівництвом інститут продовжує плідну роботу з метою розширення напрямів підготовки спеціальностей, за якими ІГСН готує фахівців.

## Кафедри
У структурі інституту підготовку фахівців забезпечують вісім загальноосвітніх та випускових кафедр:

### Іноземних мов
Кафедра розміщена в навчальному корпусі № 7 (вул. С. Бандери, 55; к. 35).

В.о. завідувача кафедри — д.пед.н., доцент Камінська Оксана Михайлівна

### Кафедра історії, музеєзнавства та культурної спадщини
Кафедра розміщена в навчальному корпусі № 4 (вул. Митрополита Андрея, 3; к. 202).

Завідувач кафедри — к.істор.н., доцент Хома Іван Ярославович

### Політології та міжнародних відносин
Кафедра розміщена в навчальному корпусі № 4 (вул. Митрополита Андрея, 3; к. 314).

Завідувач кафедри — д.політ.н, доцент Луцишин Галина Іванівна [Архівовано 4 лютого 2020 у Wayback Machine.]

### Соціальних комунікацій та інформаційної діяльності
Кафедра розміщена в навчальному корпусі № 4 (вул. Митрополита Андрея, 3; к. 523).
Завідувач кафедри — к.т.н., доцент Марковець Олександр Вікторович

### Соціології та соціальної роботи
Кафедра розміщена в навчальному корпусі № 29 (вул. Коновальця 4, 29-й н. к.).

Завідувач кафедри — д.політ.н., доцент Клос Лілія Євгенівна

### Української мови
Кафедра розміщена в навчальному корпусі № 1 (вул. Старосольських, 2/4; к. 306).

Завідувач кафедри — к.філол.н., доц. Куньч Зоряна Йосипівна

### Філософії
Кафедра розміщена в навчальному корпусі № 4 (вул. Митрополита Андрея, 3; к. 328)

Завідувач кафедри — д.філос.н, професор Карівець Ігор Володимирович

### Фізичної культури
Кафедра розміщена в навчальних корпусах № 21 та № 22 (вул. Самчука, 14).

Завідувач кафедри — д.пед.н., д.фіз.вих., професор Корягін Віктор Максимович

## Освітня діяльність
| № | Галузь знань                   | Напрям підготовки                               | Спеціальність                                  | Освітньо-кваліфікаційні рівні |
| - | ------------------------------ | ----------------------------------------------- | ---------------------------------------------- | ----------------------------- |
| 1 | 05 Соціально-політичні науки   | 054 Соціологія                                  | 05 Соціологія                                  | Бакалавр, Спеціаліст, Магістр |
| 2 | 23 Соціальна робота            | 231 Соціальна робота                            | 23 Соціальна робота                            | Бакалавр, Спеціаліст, Магістр |
| 3 | 05 Соціальні поведінкові науки | 055 Міжнародні відносини                        | 05 Міжнародні відносини                        | Бакалавр                      |
| 4 | 02 Культура та мистецтво       | 029 Інформаційна, бібліотечна та архівна справа | 02 Інформаційна, бібліотечна та архівна справа | Бакалавр, Магістр             |

## Аспірантура
Інститут гуманітарних та соціальних наук проводить підготовку наукових кадрів за спеціальностями аспірантури та докторантури:
- 052 — Політологія
- 291 — Міжнародні відносини, суспільні комунікації та регіональні студії
- 054 — Соціологія
- 231 — Соціальна робота
- 032 — Історія та археологія
- 121 — Програмна інженерія

## Науковці та викладачі інституту
- Бучин Микола Антонович [Архівовано 13 серпня 2020 у Wayback Machine.] — доктор політичних наук, доцент кафедри політології та міжнародних відносин;
- Горбач Олександр Назарович — кандидат політичних наук, доцент кафедри ПМВ;
- Дещинський Леонтій Євгенович — доктор історичних наук, професор, академік АН ВШ України, професор кафедри історії України та етнокомунікації;
- Камінська Оксана Михайлівна — кандидат педагогічних наук, доцент, завідувач кафедри іноземних мов;
- Комова Марія Василівна — кандидат філологічних наук, доцент, заступник завідувача кафедри СКІД з навчально-методичної роботи;
- Куньч Зоряна Йосипівна — кандидат філологічних наук, доцент, перший заступник директора, декан повної вищої освіти;
- Луцишин Галина Іванівна — доктор політичних наук, професор, завідувач кафедри ПМВ;
- Марковець Олександр Вікторович — доцент кафедри СКІД;
- Мирський Рудольф Якович — доктор філософських наук, професор, професор кафедри політології;
- Пелещишин Андрій Миколайович — доктор технічних наук, доцент, завідувач кафедри соціальних комунікацій та інформаційної діяльності;
- Савка Віктор Євгенович — кандидат соціологічних наук, доцент кафедри соціології та соціальної роботи;
- Турчин Ярина Богданівна — доктор політичних наук, доцент, завідувач кафедри політології;
- Фаріон Ірина Дмитрівна — доктор філологічних наук, професор, професор кафедри української мови;
- Хома Іван Ярославович [Архівовано 22 березня 2022 у Wayback Machine.] — кандидат історичних наук, доцент кафедри ІУЕК.

## Відомі випускники
- Хомчин Юлія Володимирівна [Архівовано 21 січня 2021 у Wayback Machine.]

## Адреса
вул. Митрополита Андрея, 5, Львів-13, 79013

IV навчальний корпус Національного університету «Львівська політехніка», кімната 211